# Miscanthus
Miscanthus là một chi thực vật có hoa phân bố trong khu vực châu Phi, châu Á (bao gồm cả các đảo trên Thái Bình Dương) trong họ Hòa thảo (Poaceae).

## Các loài
Chi Miscanthus gồm 16 loài và 1 loài lai ghép đã biết:
1. Miscanthus changii Y.N.Lee -  Triều Tiên.
2. Miscanthus depauperatus Merr. - Philippines.
3. Miscanthus ecklonii (Nees) Mabb. - Miền nam châu Phi.
4. Miscanthus erectus – Nam Phi.
5. Miscanthus floridulus – Chè vè, lô sáng: Trung Quốc, Nhật Bản, Đông Nam Á, các đảo trên Thái Bình Dương.
6. Miscanthus fuscus (Roxb.) Benth. - Tiểu lục địa Ấn Độ, Đông Dương, Malaysia bán đảo.
7. Miscanthus × giganteus = M. sacchariflorus × M. sinensis
8. Miscanthus junceus – Miền nam châu Phi.
9. Miscanthus nepalensis (Trin.) Hack. - Lô Nepal: Tiểu lục địa Ấn Độ, Trung Quốc (Vân Nam, Tây Tạng), Myanmar, Việt Nam, Malaysia bán đảo.
10. Miscanthus nudipes (Griseb.) Hack. - Assam, Bhutan, Nepal, Sikkim, Tây Tạng, Vân Nam.
11. Miscanthus oligostachyus Stapf. - Triều Tiên, Nhật Bản.
12. Miscanthus paniculatus (B.S.Sun) S.L.Chen & Renvoize - Trung Quốc (Quý Châu, Tứ Xuyên, Vân Nam).
13. Miscanthus sacchariflorus (đồng nghĩa: M. lutarioriparius, M. ogiformis) - Triều Tiên, Nhật Bản, đông bắc Trung Quốc, Viễn Đông Nga.
14. Miscanthus sinensis - Lô Trung Quốc, chè vè Trung Quốc, chè vè hoa cờ: Triều Tiên, Nhật Bản, Trung Quốc, Đông Nam Á, Viễn Đông Nga; tự nhiên hóa tại New Zealand, Bắc + Nam Mỹ.
15. Miscanthus tinctorius (Steud.) Hack. - Nhật Bản.
16. Miscanthus villosus Y.C.Liu & H.Peng - Vân Nam.
17. Miscanthus violaceus (K.Schum.) Pilg. - Nhiệt đới châu Phi.

### Chuyển đi[3]
Xem Chloris, Eulalia, Saccharum, Spodiopogon
- Miscanthus affinis - Eulalia quadrinervis (Pseudopogonatherum quadrinerve): Cát vĩ bốn gân, kim mâu bốn gân.
- Miscanthus cotulifer - Spodiopogon cotulifer
- Miscanthus polydactylos - Chloris elata
- Miscanthus rufipilus - Saccharum rufipilum
- Miscanthus tanakae – Eulalia speciosa (Pseudopogonatherum speciosum): Cát vĩ thảo đẹp.